# Dalías
Dalías est une commune de la province d'Almería, Andalousie, en Espagne.

## Géographie

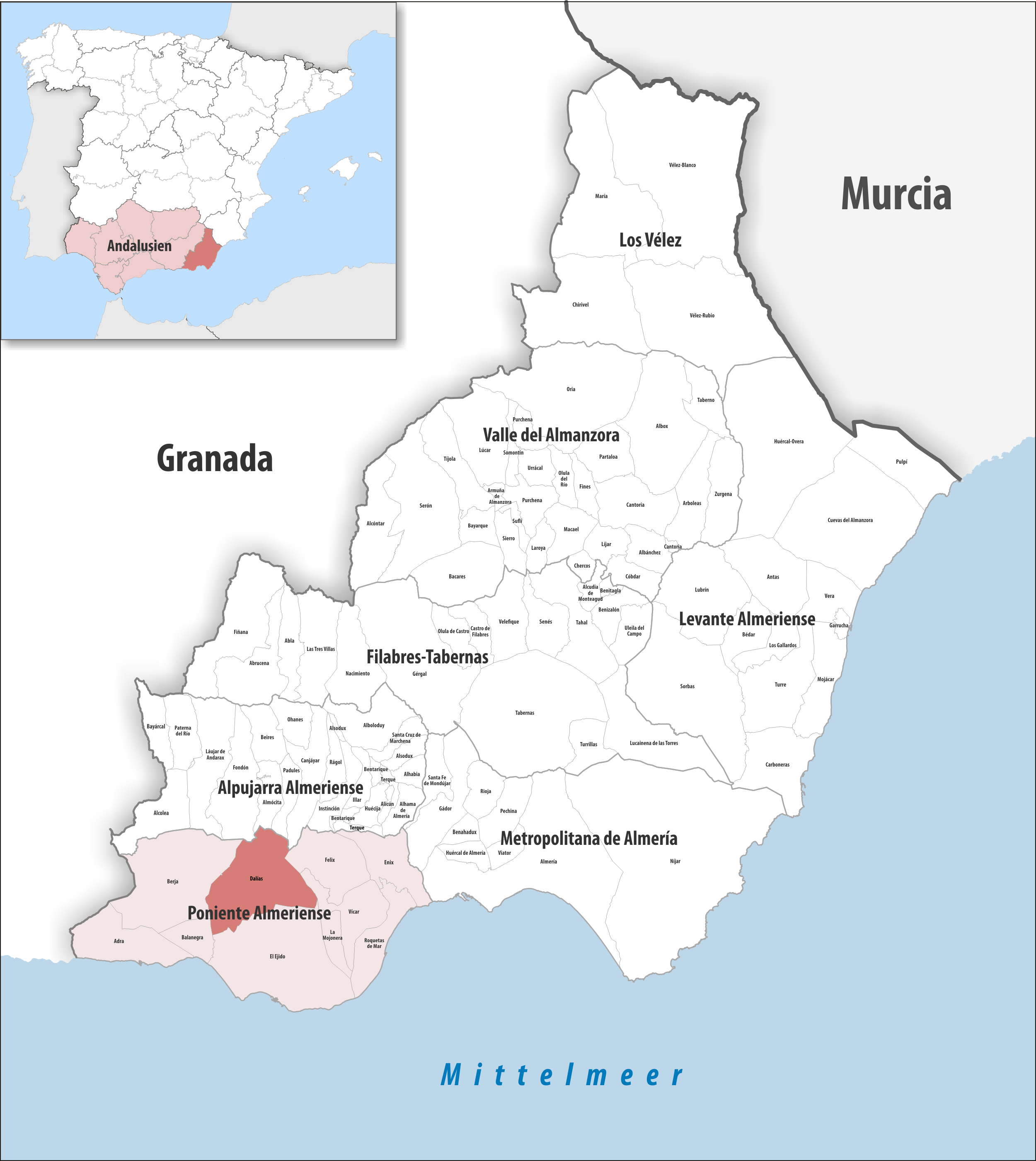
Dalías dans la comarque Poniente almeriense, province d'Almería / en Andalousie

### Localisation
La commune de Dalías se trouve au sud-sud-est de l'Espagne, dans le sud-ouest de la province d'Almería et au centre de la comarque Poniente almeriense.
Almería est à 52 km est ;
Madrid à 550 km nord ;
Malaga à 169 km ouest ;
Gibraltar à 307 km ouest-sud-ouest (distances par route).

## Administration
| Période                                  | Période | Identité | Étiquette | Qualité |
| ---------------------------------------- | ------- | -------- | --------- | ------- |
| N/A                                      | N/A     | N/A      | N/A       | Maire   |
| Les données manquantes sont à compléter. |         |          |           |         |